# Element algebraiczny
Element algebraiczny – uogólnienie pojęcia liczby algebraicznej na rozszerzenia dowolnych ciał. Liczby algebraiczne to elementy algebraiczne ciała liczb zespolonych nad ciałem liczb wymiernych.

## Definicja
Niech {\displaystyle K} będzie podciałem ciała {\displaystyle L.} Element {\displaystyle a\in L} nazywamy elementem algebraicznym nad {\displaystyle K} wtedy i tylko wtedy, gdy istnieje niezerowy wielomian o współczynnikach z ciała {\displaystyle K,} którego pierwiastkiem jest {\displaystyle a.}
Element niebędący algebraicznym nad {\displaystyle K} nazywamy elementem przestępnym nad {\displaystyle K} w ciele {\displaystyle L.}

## Własności
- Zbiór wszystkich elementów ciała {\displaystyle L} algebraicznych nad {\displaystyle K} tworzy ciało, zwane rozszerzeniem algebraicznym ciała {\displaystyle K.}
- Jeśli {\displaystyle a\in L} jest elementem algebraicznym nad {\displaystyle K,} to

{\displaystyle K(a)=K[a]=\{f(a)\in L\colon \,f\in L[x]\}} (por. oznaczenia w artykule rozszerzenia ciał)
- Dla każdego elementu algebraicznego {\displaystyle a\in L} nad {\displaystyle K} istnieje dokładnie jeden unormowany wielomian pierwszy {\displaystyle p_{a}} o współczynnikach z ciała {\displaystyle K} (tj. element pierwszy w pierścieniu {\displaystyle K[x]}), którego pierwiastkiem jest {\displaystyle a.} Wielomian {\displaystyle p_{a}} nazywamy wielomianem minimalnym elementu algebraicznego {\displaystyle a.} Zachodzi {\displaystyle [F(a):F]=\deg p_{a}.} Stopień ten nazywamy stopniem elementu algebraicznego {\displaystyle a.}